# Tyran givré
Myiarchus cephalotes
Ne doit pas être confondu avec Tyran à queue givrée.
Espèce
Statut de conservation UICN

 LC  : Préoccupation mineure
Le Tyran givré (Myiarchus cephalotes), aussi appelé Tyran de Taczanowski, est une espèce de passereau de la famille des Tyrannidae,.

## Systématique et distribution
Cet oiseau est représenté par deux sous-espèces selon la classification de référence du Congrès ornithologique international (version 9.1, 2019) :
- Myiarchus cephalotes caribbaeus Hellmayr, 1925 : montagnes du nord du Venezuela (des États de Trujillo et de Lara à celui de Sucre) ;
- Myiarchus cephalotes cephalotes Taczanowski, 1880 : dans les Andes, de la Colombie et de l'ouest du Venezuela jusqu'à l'ouest de la Bolivie[1],[2],[4].